# Hallenscheid
Hallenscheid ist ein Ortsteil der Gemeinde Nachrodt-Wiblingwerde im Märkischen Kreis im Regierungsbezirk Arnsberg in Nordrhein-Westfalen (Deutschland).

## Lage und Beschreibung
Der Weiler befindet sich östlich des Höhendorfs Wiblingwerde in einem Talkessel zwischen dem Hallenscheider Bach und dem Opperhusener Bach, einem Zufluss der Lenne.
Nachbarorte sind neben Wiblingwerde die Ortslagen und Wohnplätze Opperhusen, Eilerde, Helbecke, Stübbecken, Kreinberg, Buchholz, Eickhoff, Voßnocken, Neuenhaus, Sassenscheid und Neusassenscheid.
Im Ort befindet sich der Tannenhof Tacke, ein land- und forstwirtschaftlicher Betrieb für den ökologischen Anbau von Weihnachtsbäumen.

## Geschichte
Hallenscheid wurde erstmals im Jahr 1737 als Hollenschedt urkundlich erwähnt. Während das Appellativ im Ortsnamen ein typischer Vertreter der -scheid-Ortsnamen ist, so ist die Bedeutung des Bestimmungswortes Hallen nicht unwidersprochen geklärt. Der Evingser Heimat- und Namensforscher Hans Dieter Schulz sieht einen Bezug zu Hale, Hellen und Hel, die ein Landstück im feuchten, moorähnlichen oder sumpfigen Gelände bezeichnen sollen.
Weitere Nennungen sind Hallenschedt (1762) und Haldenscheid (1768).
Auf den Handrissen (Mensalblätter) zur Karte der Grafschaft Mark von Eversmann wird der Ort um 1795 als Hallenscheidt beschriftet. Er ist auf der Preußischen Uraufnahme von 1839 und ab der Preußischen Neuaufnahme von 1892 auf Messtischblättern der TK25 durchgehend als Hallenscheid verzeichnet.
Hallenscheid gehörte bis zum 19. Jahrhundert dem Kirchspiel, Amt, Rezeptur und Landgericht Altena der Grafschaft Mark an und unterteilte sich in die Ackergüter Obern Hallenscheid und Untern Hallenscheid. In der lokalen Mundart wurden die Gehöfte Holsche genannt. Die Besitzerfamilien trugen nach dem Hofnamen die Nachnamen Hollenscheid oder Hallenscheid.
Um 1700 teilte Friedrich Hallenscheid, Besitzer der beiden Höfe, sein Besitztum in zwei Teile auf und vererbte diese an seine beiden Söhne.
Ab 1816 war der Ort Teil des Schulbezirks Wiblingwerde der Steuergemeinde Wiblingwerde der Landbürgermeisterei Altena im Kreis Altena, 1818 lebten 24 Einwohner im Ort. Der laut der Ortschafts- und Entfernungs-Tabelle des Regierungs-Bezirks Arnsberg als Bauernhof kategorisierte Ort besaß 1839 drei Wohnhäuser und zwei landwirtschaftliche Gebäude. Zu dieser Zeit lebten 22 Einwohner im Ort, allesamt evangelischen Bekenntnisses.
Obern Hallenscheid wurde 1842 von Peter Caspar Brinker erworben, der seitdem Brinkerhof hieß. Der letzte Hallenscheid auf den Höfen war Johann Heinrich zu Hallenscheid (* 1777), dessen Tochter Anna Katharina Gertrud in erster Ehe mit Caspar Friedrich Grennigloh und in zweiter Ehe ab 1836 mit Hermann Heinrich Lehnhoff zu Wörden verheiratet war. Deren Nachfahre betreibt heute den Tannenhof Tacke.
Die Gemeinde- und Gutbezirksstatistik der Provinz Westfalen führt 1871 den Ort mit vier Wohnhäusern und 33 Einwohnern auf. Das Gemeindelexikon für die Provinz Westfalen gibt 1885 für Hallenscheid eine Zahl von 44 Einwohnern an, die in fünf Wohnhäusern lebten. 1895 besaß der Ort vier Wohnhäuser mit 42 Einwohnern, 1905 werden vier Wohnhäuser und 29 Einwohner angegeben.
Am 1. April 1907 wurden die Gemeinden Wiblingwerde und Kelleramt zu der Gemeinde Nachrodt-Wiblingwerde vereint, wodurch Hallenscheid zum heutigen Gemeindegebiet kam.